# Исторически музей (Каварна)
Историческият музей в град Каварна, България се намира на централния площад в града на адрес ул. „Черноморска“ № 1Б.

## История
Градският музей в град Каварна получава своя статут през 1971 г. Първоначално той се помещава в сградата на читалището в центъра на града. Музейното дело в Каварна започва своето развитие след Освобождението. През 1906 година в отчет на Варненското археологическо дружество се споменават имената на каварненски музейни деятели. През 1974 година Иван Рафаилов събира малка археологическа колекция. Тя е прибрана в седалището на местното туристическо дружество „Калиакра“. На 14 ноември 1956 година официално е учредена каварненската музейна сбирка, а за неин пръв отговорник е назначен Иван Рафаилов. През 2003 година музеят е преместен в нова сграда, построена специално за целта. Той разполага с малка експозиционна площ, на която са представени най-атрактивните находки от района на Каварна. В коридора на музейната сграда са представени фотографии, които дават представа за облика на Каварна през ХІХ век. Стари книги, оръжия и рисунки разказват за борбите и нелеката съдба на жителите на града. В експозицията е отделено специално място на Чиракман – античният и средновековен предшественик на съвременния град. През 2007 година музеят се сдобива с нова сграда, в която има зала за временни изложби. Една от тях представя Каварна и региона в стари карти и гравюри. През 2008 г. са представени най-новите резултати от археологическите проучвания на крепостта Калиакра. Тук могат да се видят и доказателствата за разцвета на Калиакра като столица на Добруджанското деспотство. Този малък музей притежава огромно количество находки, придобити при разкопките на многобройните обекти около Каварна.

## Експозиция
Експозицията му проследява историята на града от V – VI век до 1940 г. В нея са изложени предмети, които отразяват културата на племената и народите, населявали Добруджа. Музеят представя също така най-големия старобългарски керамичен център в Европа, разкрит край село Топола. Тук могат да се видят и съкровища от антични, византийски, венециански и западноевропейски монети, илюстриращи икономическите и политически контакти на Карвунското княжество с Черноморския и Средиземноморския свят.

## Туризъм
- Музеят е под номер 24б в стоте национални туристически обекта на Българския туристически съюз, печатът е на касата.